# Perobal
Perobal est une municipalité brésilienne située dans l'État du Paraná.